# الطليعة المقاتلة

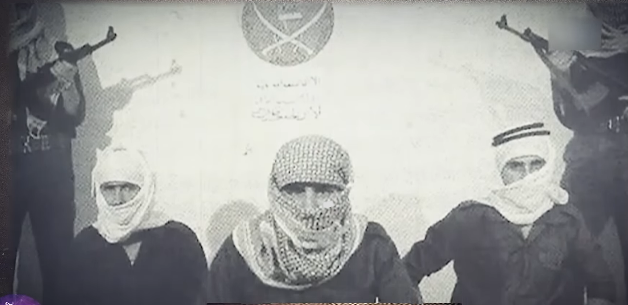
مسلحي الطليعة المقاتلة وخلفهم شعار الإخوان المسلمين.

«الطليعة المقاتلة في سوريا» ويعتبرها البعض الجناح العسكري لجماعة الاخوان المسلمون في سورية رغم الخلافات بينهما.

## سبب إنشائها
بعد انقلاب حزب البعث عام 1963 بدأت السلطة في سوريا تتجه لقمع معارضيها بصورة عنيفة، ونتج عن ذلك احتجاجات ومظاهرات عَمّت أنحاء البلاد، وكانت جماعة الإخوان المسلمين من الداعين لهذه المظاهرات من أجل الاعتراض على السلطة البعثية العلمانية التي تبتعد عن الدين الإسلامي الذي يعتنقه غالبية الشعب السوري.
قامت الحكومة السورية بقمع المظاهرات بالقتل والاعتقالات مما أدّى إلى نشوء جناح في حركة الإخوان المسلمين دعا إلى المواجهة العسكرية للسلطة البعثية الحاكمة، فحدث خلاف بين أعضاء الجماعة حول الخيار السلمي والخيار المسلح.

## بداية النشأة
قام مروان حديد بتزعّم التيار الذي ينادي بالخيار المسلح وأسس الطليعة المقاتلة مع عدد من رفاقه المنشقين عن الجماعة.
حذرت الجماعة منتسبيها من الانضمام إلى مروان حديد وفضّلت السلمية لمواجهة النظام البعثي السوري ولكنها انجرّت تدريجيا إلى الكفاح المسلح.

## أعمالها
قامت جماعة الطليعة بعمليات اغتيال استهدفت أهم شخصيات النظام السوري مثل الرائد محمد الغرة مدير الأمن القومي في حماة والذي كان قد عذّب شابين من شباب الطليعة، بالإضافة إلى بعض الشخصيّات العلوية المشهورة في سوريا وقد كانت أوجع ضربة وجهت للنظام في حادثة مدرسة المدفعية بحلب بقيادة النقيب إبراهيم اليوسف عام 1979 وقد قتل في الهجوم 32 شخص من الطلاب العلويين العسكريين وبعد ذلك بدأت المواجهة العلنية في الطليعة المقاتلة والسلطة وشهدت هذه الفترة إصدار حكم الإعدام على أي منتسب لجماعة الإخوان المسلمين.

## مجزرة حماة
مجزرة حماة عام 1982 كانت نتيجة لوجود حوالي 200 إلى 300 مقاتل من الطليعة في مدينة حماة السورية فحاصر الجيش المدينة وقصفها، وقتل كثير من المدنيين الأبرياء نتيجة القتل العشوائي، وقدر عدد الضحايا من 10 الاف إلى 40 ألفا، وبعد هذه المجزرة الشنيعة انتهى تقريبا الوجود المسلح للطليعة المقاتلة، وانتهت المعارضة العلنية للنظام البعثي الحاكم حتى عام 2011 عند إندلاع الثورة السورية.